# Heliga Guds moders kyrka, Kanaker
Heliga Guds moders kyrka (armeniska: Սուրբ Աստվածածին եկեղեցի') är en kyrkobyggnad på toppen av en kulle i Kanaker i distriktet Kanaker-Zeytun i Jerevan i Armenien, som uppfördes 1695. 
Heliga Guds moders kyrka i Kanaker är en systerkyrka, med samma arkitektur, till Sankt Jakobs kyrka i Kanaker. Denna uppfördes 1679 och ligger 200 meter i sydsydostlig riktning.
Heliga Guds moders kyrka är i delvis skadat skick. Den är en treskeppsbasilika utan central kupol, men med en mindre kupol som är placerad asymmetriskt över den ena gaveln. 

## Bildgalleri

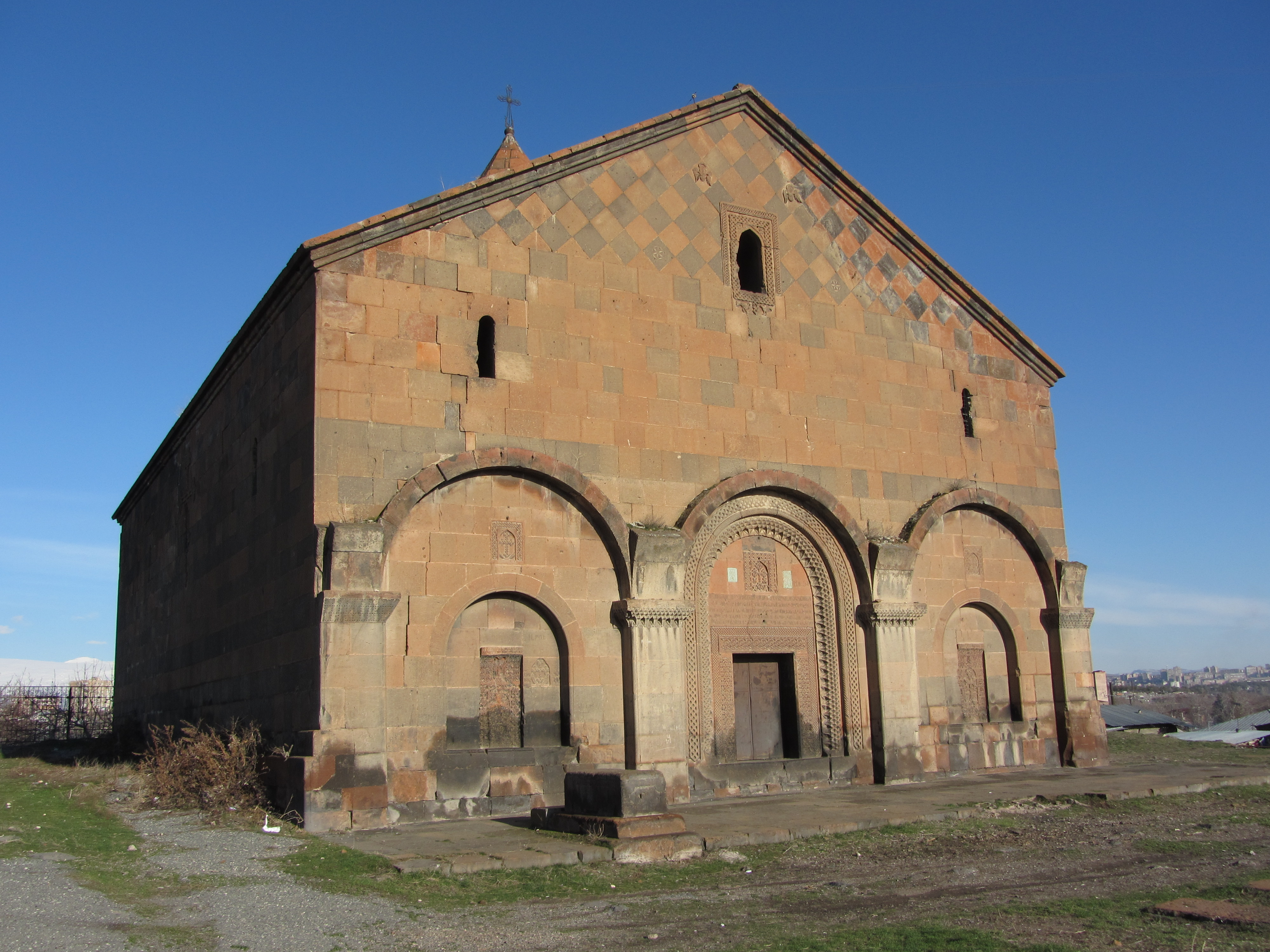
Västfasaden
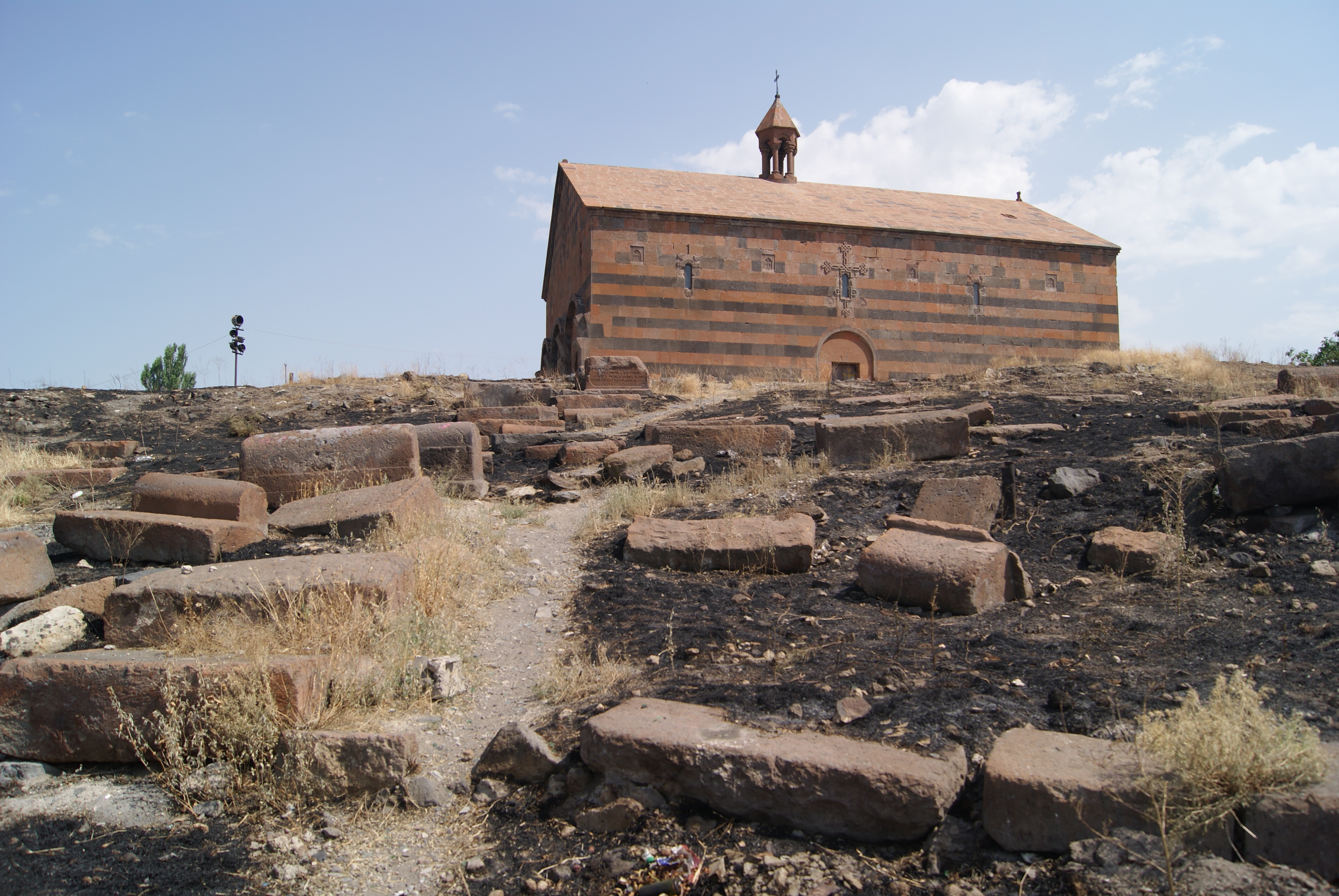
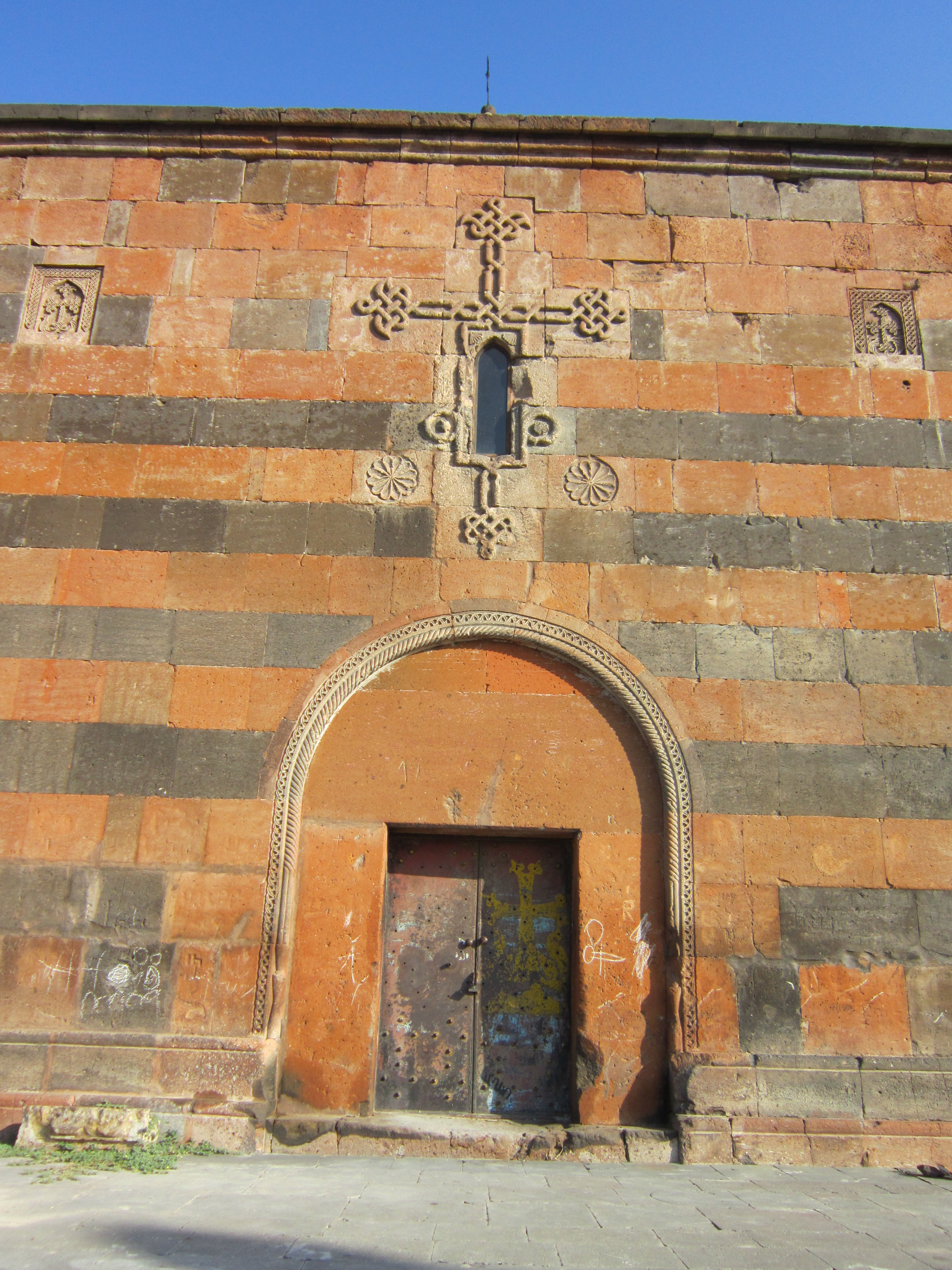
Sidoingång
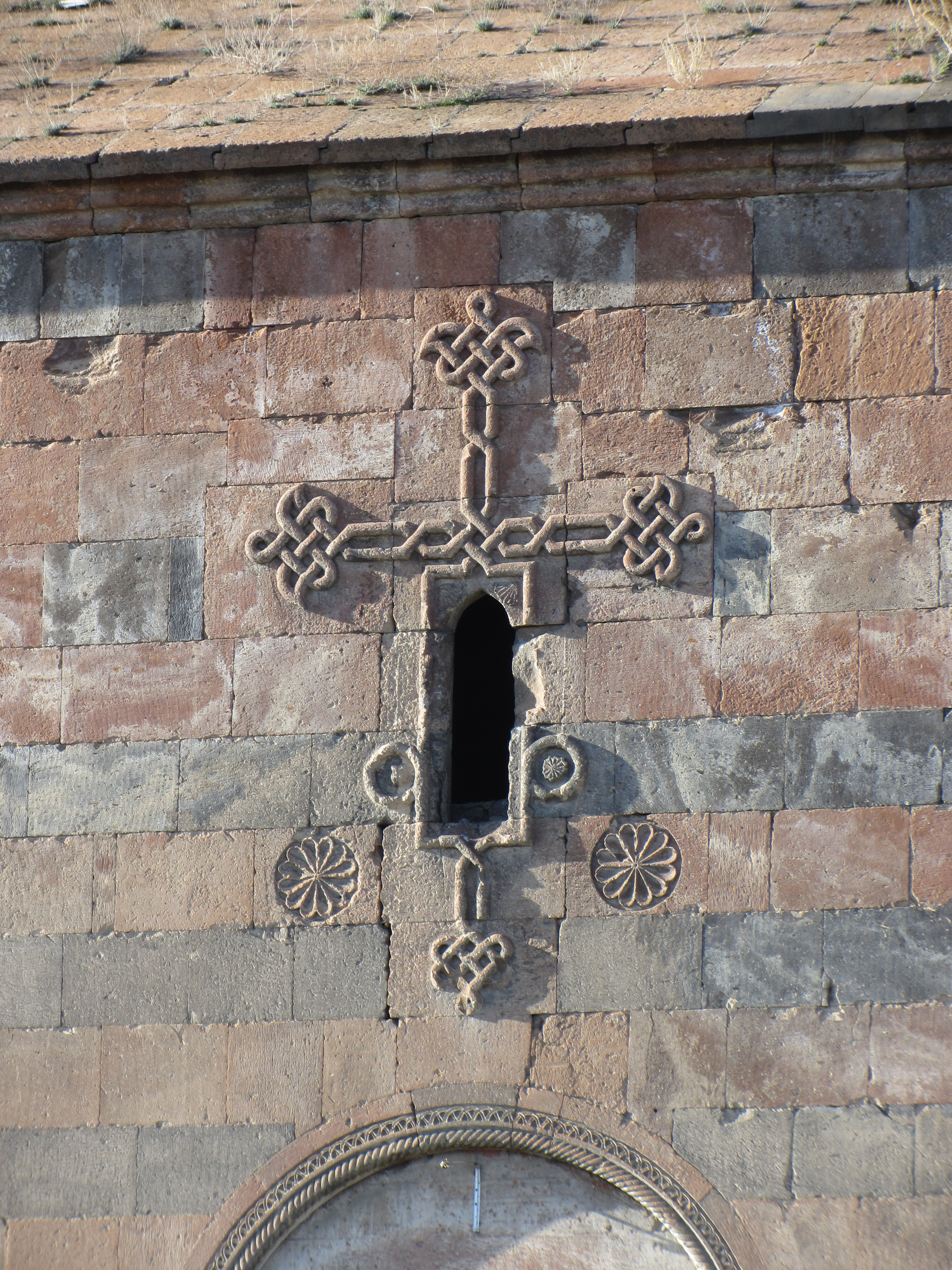
Stenutsmyckning över sidoingång
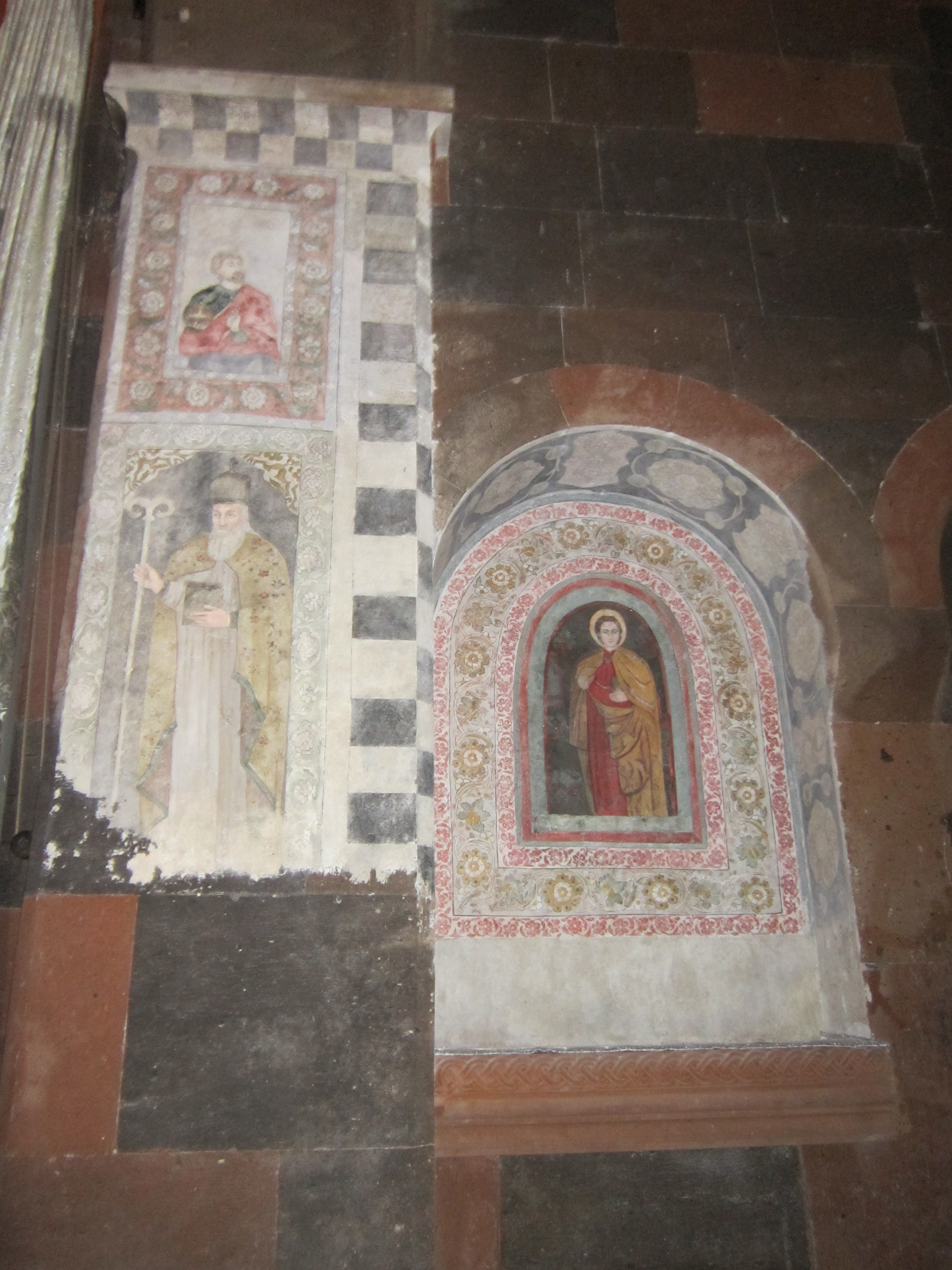
Fresker
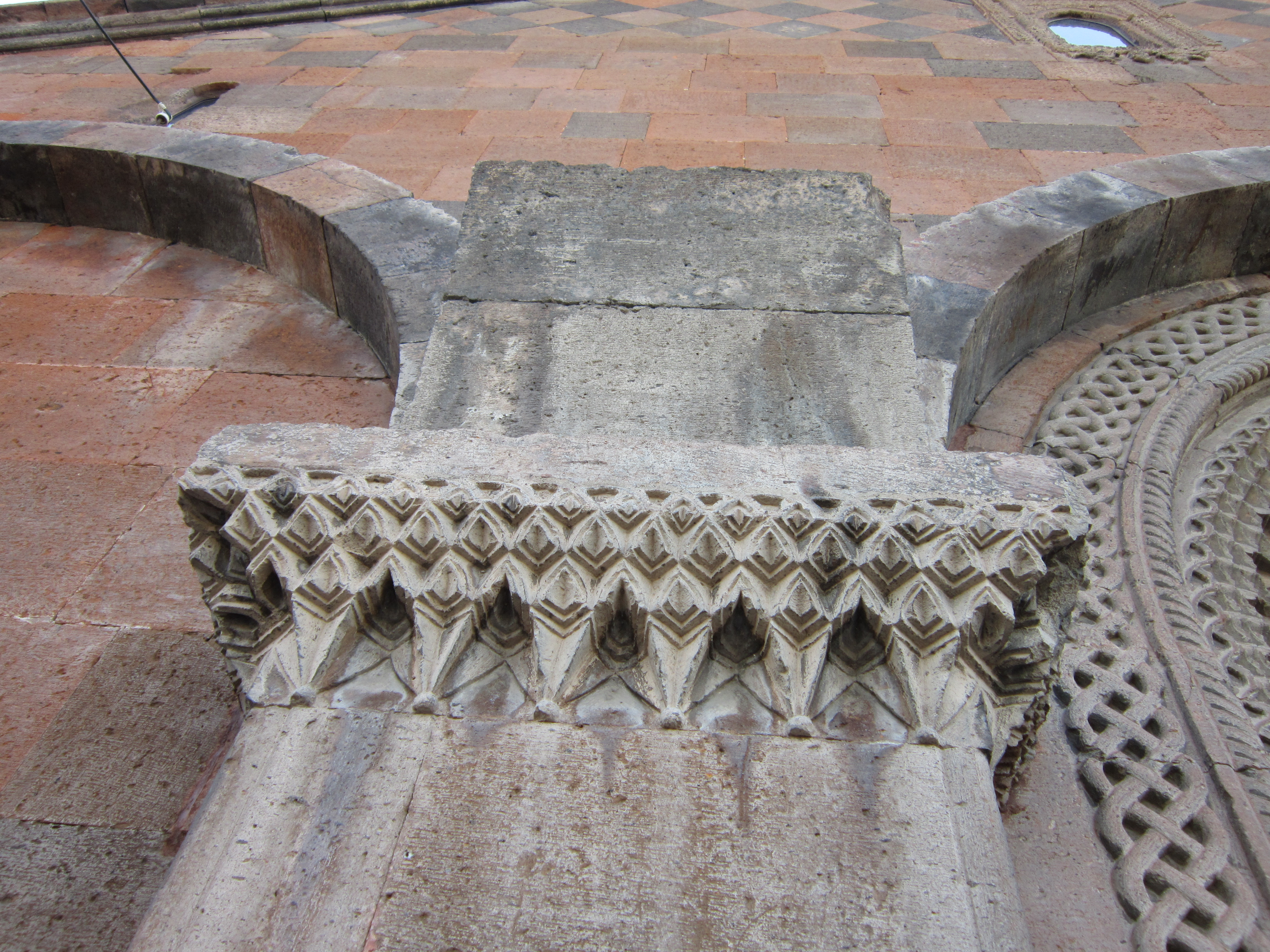
Kapitäl